# مسجد ابن رشد - جوته
مسجدابن رشد - جوته (بالألمانية: Ibn-Rushd-Goethe-Moschee) هو مسجد لبرالي يقع في حي موبيت الواقع في برلين، وقد اُفتتح في السادس عشر من شهر يونيو (حزيران) عام 2017. ويعود الفضل في تأسيسه بشكل كبير إلى المحامية والناشطة في مجال حقوق المرأة سيران أطيش، وساهم أيضًا في تأسيسه الطبيب والكاتب ميمون عزيزي والناشطة في مجال حقوق الإنسان سعيدة كيلر مساهلي والخبيرة السياسية إلهام مانع والعالم الإسلامي عبد الحكيم أورجي. ليس للمسجد أي مبنى ولكن في الوقت الحالى يتم استخدام غرفة تابعة للمبانى الملحقة بكنيسة القديس يوهان البروتوستنتية.

## سبب التأسيس
عللت سيران أطيش سبب تأسيس المسجد في إحدى المقالات قائلة«في يوم الجمعة في السادس عشر من شهر يونيو (حزيران) افتتحنا مسجد ابن رشد- جوته في برلين لأننا نعزم على إصلاح الإسلام من الداخل [...]، إن المسجد الجديد في برلين ينبغي أن يكون موطنًا روحانيًأ للجميع للسيدات والرجال الذين لا يشعرون بالراحة التامة في المساجد التقليدية وكذلك للذين لا يُريدون أن يُملى عليهم كيف يعيشوا دينهم. في المقام الأول يأتي التسامح ونبذ العنف والمساوة بين الجنسين.»

## اسمه
يرجع تسميه المسجد إلى اسم الطبيب والفيلسوف الأندلسي ابن رشد- (بالألمانية: Averroës)- الذي ولد عام 1126 وتُوفي عام 1198 وكان معروفًا في العصر الوسيط بسبب تعليقاته على أعمال أرسطو. يرجع اسم المسجد أيضًا إلى الشاعر الألماني يوهان فولفغانغ فون غوته-وُلد في 1749 وتُوفي في 1832- تقديرًا لنزعاته حول الإسلام مثل شعره في الديوان الغربي الشرقي.

## الأعمال الاهوتيه في المسجد
إن اتجاه المسجد هو الإسلام اللبرالي حيث يصلي النساء والرجال معًا كما يمكن للنساء إلقاء الخطب. ويُسمح أيضًا للمثليين
من الرجال والنساء دخول المسجد. يوجد في المسجد عدة مذاهب إسلامية مختلفة منها المذهب السُني والمذهب الشيعي ومذهب العلويين والمذهب الصوفي.

## تمويل المسجد
إن نظام المسجد غير هادف إلى الربح وفي المستقبل سيعتمد في تمويله على التبرعات.

## تاريخ المسجد
اُفتتح المسجد في السادس عشر من شهر يونيو (حزيران) عام 2017. لا يملك المسجد أي مبنى خاص به ولكن يتم استخدم غرفة في المبنى الملحق بكنيسة سانت يوهان الإنجيلية.

### الأعضاء المؤسسون
بشكل كبير يرجع الفضل في تأسيسه إلى المحامية والناشطة في مجال حقوق المرأة سيران أطيش، وقد ساهم أيضًا في التأسيس كل من الطبيب والكاتب ميمون عزيزي والناشطة في مجال حقوق الإنسان سعيدة كيلر مساهلي والخبيرة السياسية إلهام مانع والعالم الإسلامي عبد الحكيم أورجي.

### تراجع ميمون عزيزي
أعلن العضو المؤسس للمسجد ميمن عزيزي عبر موقع التواصل الاجتماعي فيسبوك في السابع عشر من شهر يونيو (حزيران) عام 2017 - أي بعد يوم واحد من تاريخ افتتاح المسجد- بأنه سيعتزل الحوار السياسي «لأسباب شخصية»، في الحادي والعشرين من شهر يونيو (حزيران) عام 2017 أعلن أيضًا عبر موقع فيسبوك بأنه في السنوات الأخيرة اندرج تحت «الذين يدعون بشكل ذاتي إلى الإصلاح الإسلامي» كنوع من التمويه من أجل إجراء دراسات حول «انتقاد الإسلام والمعاداة الإسلامية وإسلاموفوبيا» التي تؤدي «لأيدلوجية فاشية جديدة». صرحت الخطيبة في مسجد ابن رشد- جوته بأنها منذ ذلك الإعلان لم يعد لديها أي تواصل مع ميمون عزيزي، وقُبيل افتتاح المسجد أعلن عزيزي استقالته خلال مكالمة له مع سيران أطيش وذلك لا ينبغي أن يُعرف في وسائل الإعلام. قام الإسلاميون بالفعل في السابق بتهديد عزيزي وأسرته لذلك يُعتقد أن هذة الاستقالة كانت بالإجبار.

## جدل حول المسجد
أثار افتتاح المسجد جلبة كبيرة في وسائل الإعلام المحلية والعالمية. وبجانب الآراء الإيجابية حول المسجد انتقده المسلمون المحافظون ، وأدى تقرير حول المسجد أُذيع على قناة تلفزيون صوت ألمانيا ( دويتش فيله ) إلى تعليقات سلبية للغاية لدرجة أن كان منها تهديدات بالقتل.
تلقى رئيس جماعة كولن التركية إركان كاراكويون تهديدات بالقتل بعد أن صرحت إحدى القنوات التلفزيونية التركية على نحو خاطئ بأنه له علاقة بالمسجد.

### تصريح رئاسة الشؤون الدينية التركية
ربطت رئاسة الشؤون الدينية التركية المعروفة باسم ديانات بين الداعية فتح الله كولن ومسجد ابن رشد- جوته، وصرحت" بأنه من الواضح أن المشروع من أجل إعادة بناء الدين وتحت قيادة مؤسسة فتح الله كولن الإرهابية مع وجود مناظمات أخرى مشابه غير معروفة." ووفقًا لديانات فهذه المنظمات تسعى إلى «تدمير الدين وتخريبه»، ولا ينبغى للمؤمنين المسلمين أن يسمحوا بأن تستفزهم تأويل الليبرالبين. رفضت سيران أطيش أي ربط بين المسجد وبين حركة كولن.

### تصريح دار الإفتاء المصرية
انتقدت دار الإفتاء المصرية المسجد وكتبت عبر صفحتها على موقع التواصل الاجتماعي فيسبوك «لا للمساجد الليبرالية»، لا يجوز للنساء والرجال الصلاة في صف واحد جنبًا إلى جنب ولا يجوز للنساء أيضًا الصلاة بدون حجاب. كما أن الشريعة لا تسمح بأن تكون المرأة إمامًا حيث هذا ينبغي للرجال.

### تصريح الاتحاد الإسلامي لطائفة الشيعة في ألمانيا
انتقد الاتحاد الإسلامي لطائفة الشيعة في ألمانيا (IGS) قائلًا " عندما يُعني الإسلام اللبرالي إقصاء الأوامر الربانية و "سب" و"قذف" و"إهانة" التعاليم الدينية فإن مجتمعنا أمام اختبار كبير وصعب، وبالتالي هذا لا يُعد مسجدًا.

### شكوى المؤسسين
اشتكى مؤسسو المسجد بسبب تعرضهم لتهديدات الكثيرة بالقتل عند خروجهم للعامة حيث أنهم يرجون التقبل والاحترام والتسامح من أجل تفسيرهم للقرآن الحديث والمساوي للجنسين. تخضع أطيش نفسها لحماية الشرطة بعد تلقيها تهديدات بالقتل وتحليل مكتب جرائم الولاية لهذة التهديدات.

## وصلات خارجية
- الصفحة الرسمية للمسجد (باللغة الألمانية)
- Chantal Louis: „Wir sind nicht mehr zu stoppen!“ In: Emma, 21. Juni 2017. (مقالة عن المسجد باللغة الألمانية)
- Sascha Lübbe: Die Neue im Kiez. In: دي تاغيستسايتونغ, 6.  Januar 2018.(مقالة عن المسجد باللغة الألمانية)